# بنوآ پل امیل کلاپیرون
بِنُوآ پُل اِمیل کلاپیرون (به فرانسوی: Benoît Paul Émile Clapeyron) (زاده ۲۶ فوریه ۱۷۹۹، پاریس - درگذشته ۲۸ ژانویه ۱۸۶۴)، فیزیک‌دان و مهندس فرانسوی، و یکی از سه بنیان‌گذار ترمودینامیک بود.

## زندگی
کلاپیرون در پاریس زاده‌شد. او در پلی‌تکنیک پاریس (École polytechnique) و مدرسه معدن (École des Mines)، تحصیل کرد. پیش‌از رفتن به سن‌پترزبورگ در ۱۸۲۰ میلادی، چندی در مدرسه مشاغل عمومی (École des Travaux Publics) درس می‌داد. پس‌از انقلاب ژوئیه ۱۸۳۰ به پاریس بازگشت و مدیر ساخت نخستین راه‌آهن، که پاریس را به ورسای و سن‌ژرمن وصل می‌کرد، شد.
او با ملانی بازِن، دختر پیر دومینیک بازن (ریاضی‌دان و مهندس پل و تونل) و خواهر پیِر دومینیک آدولف بازن (مهندس راه‌آهن) و فرانسوا آشیل بازن (مارشال فرانسه) ازدواج کرد.

## کارهای مهم
کلاپیرون، ۱۸۳۴ با چاپ مقاله‌ای با عنوان کنترل نیروی گرما، در بنیان‌گذاری ترمودینامیک مدرن گام برداشت، که در آن، کارهای کارنو که دو سال پیش درگذشته‌بود را ادامه داد. باآن‌که کارنو، تجزیه‌وتحلیل کلی ماشین گرمایی را گسترش داده‌بود، کلاپیرون از آن پیروی نکرد و تئوری‌های درهم‌ریخته و دسته‌بندی‌نشده‌ای بر اساس نظریه کالُریک پیش نهاد.
کلاپییرون در خاطرات خود بیان می‌کند که کارهای سعدی کارنو بسیار آسان‌فهم و مصور بودند. او چرخه کارنو را به‌صورت منحنی بسته پیش نهاد.
جدول فشارسنج و جدول فشار-حجم (منحنی کلاپیرون) از کارهای او هستند.
۱۸۴۳، کلاپیرون ایده فرایند برگشت‌پذیر کارنو را و اثبات اصل کارنو (که به‌عنوان قانون دوم ترمودینامیک شناخته می‌شود) را پیش نهاد.
این اصول به او کمک کردند تا کارهای کلاوزیوس را ادامه دهد، از جمله فرمولی که امروز به معادله کلازیوس-کلاپیرون معروف، و بیان‌کننده روند تغییر فاز دو ماده است. او بعدها، مسئله گذار فاز (که بعدها، مسئله استفان نامیده‌شد) را مطرح کرد

## کارهای دیگر
کلاپیرون همچنین روی
- خصوصیات گاز ایده‌آل[۱۰]
- تعادل اجسام همگن جامد[۱۱]
- محاسبه پایداری پل‌های ادامه دار[۱۲]
- تئوری سه لحظه‌ای (تئوری کلاپیرون)[۱۳]

کار کرد